# اشورنس (ویرجینیای غربی)
اشورنس (به انگلیسی: Assurance)، یک منطقه مسکونی زیبا و سرسبز در شهرستان مونرو، ویرجینیای غربی، ایالات متحده آمریکا است. این منطقه مسکونی، مکانی دنج و آرام است که در میان مناظر طبیعی خیره‌کننده کوه‌های آپالاش قرار دارد. ارتفاع اشورنس از سطح دریا ۵۷۷٫۹۱ متر است که باعث ایجاد آب و هوای مطبوع و ملایم در منطقه می‌شود.
تاریخ اشورنس به اوایل قرن نوزدهم میلادی بازمی‌گردد، زمانی که مهاجران اروپایی به این منطقه آمدند و شروع به ساختن خانه و کاشتن زمین کردند. با گذشت زمان، اشورنس به یک جامعه کشاورزی پر رونق تبدیل شد که به خاطر محصولات تازه و خوشمزه‌اش شناخته می‌شد.
این منطقه به خاطر طبیعت بکر و دست‌نخورده‌اش معروف است و فرصت‌های بی‌نظیری برای پیاده‌روی در کوه‌ها، دوچرخه‌سواری، پیک‌نیک و لذت بردن از زیبایی‌های طبیعی ارائه می‌دهد. همچنین، اشورنس خانه گونه‌های متنوعی از گیاهان و جانوران است که آن را به بهشتی برای طبیعت‌گرایان و عکاسان تبدیل کرده است.
مردم اشورنس، جامعه‌ای گرم و دوستانه دارند و روحیه همبستگی و همکاری در بین آنها موج می‌زند. آنها جشن‌ها و جشنواره‌های سالانه متعددی برگزار می‌کنند که بازدیدکنندگان زیادی را از سراسر منطقه به خود جذب می‌کند. از جمله این رویدادها می‌توان به جشنواره پاییزی، نمایشگاه کشاورزی شهرستان و بازارچه‌های فصلی اشاره کرد.
اشورنس همچنین به خاطر سیستم آموزشی باکیفیتش شناخته می‌شود که شامل مدارس ابتدایی و متوسطه‌ای است که به کودکان آموزش‌های عالی ارائه می‌دهند. علاوه بر این، نزدیکی این منطقه به دانشگاه ویرجینیای غربی نیز آن را به مکان ایده‌آلی برای خانواده‌هایی تبدیل کرده است که به دنبال فرصت‌های آموزشی برتر هستند.
در مجموع، اشورنس ویرجینیای غربی، مکانی آرام و زیبا برای زندگی، کار و تفریح است که ترکیبی جذاب از طبیعت بکر، جامعه‌ای دوستانه و فرصت‌های آموزشی باکیفیت را ارائه می‌دهد.